# Reserva natural do Zíngaro
A Reserva natural do Zíngaro é uma área natural protegida, localizada na Província de Trapani, Sicília, Itália. Zíngaro significa cigano em italiano.

## História
A costa do Zíngaro é um das poucas áreas costeiras da Sicília sem estradas costeiras.

## Território
A reserva estende-se pela parte ocidental do Golfo de Castellammare, na península de San Vito Lo Capo entre Castellammare del Golfo e Trapani (coordenadas geográficas: 38°06'15.26"N, 12°47'27"E / 38.104238°N 12.790833°E).
O território recai, em parte, no município de San Vito Lo Capo e, em parte, na cidade de Castellammare; estende-se ao longo de 7 km de costa e possui aproximadamente 1.700 hectares de natureza intocada.
No seu interior, estão representados 670 taxa de plantas, algumas das quais são endêmicas e raras.
Estão representados diferentes ecossistemas mediterrânicos, parcialmente modificados a partir de resíduos de atividades agrícolas.
Na reserva foram identificadas 39 espécies de aves, incluindo o falcão-peregrino (Falco peregrinus).
Entre os mamíferos estão muito difundidos tanto o coelho (Oryctolagus cuniculus) como a a raposa (Vulpes vulpes). É também possível encontrar a doninha (Mustela nivalis), o ouriço-cacheiro (Erinaceus europaeus) e o porco-espinho (Hystrix cristata).

## Rotas

### O caminho costeiro

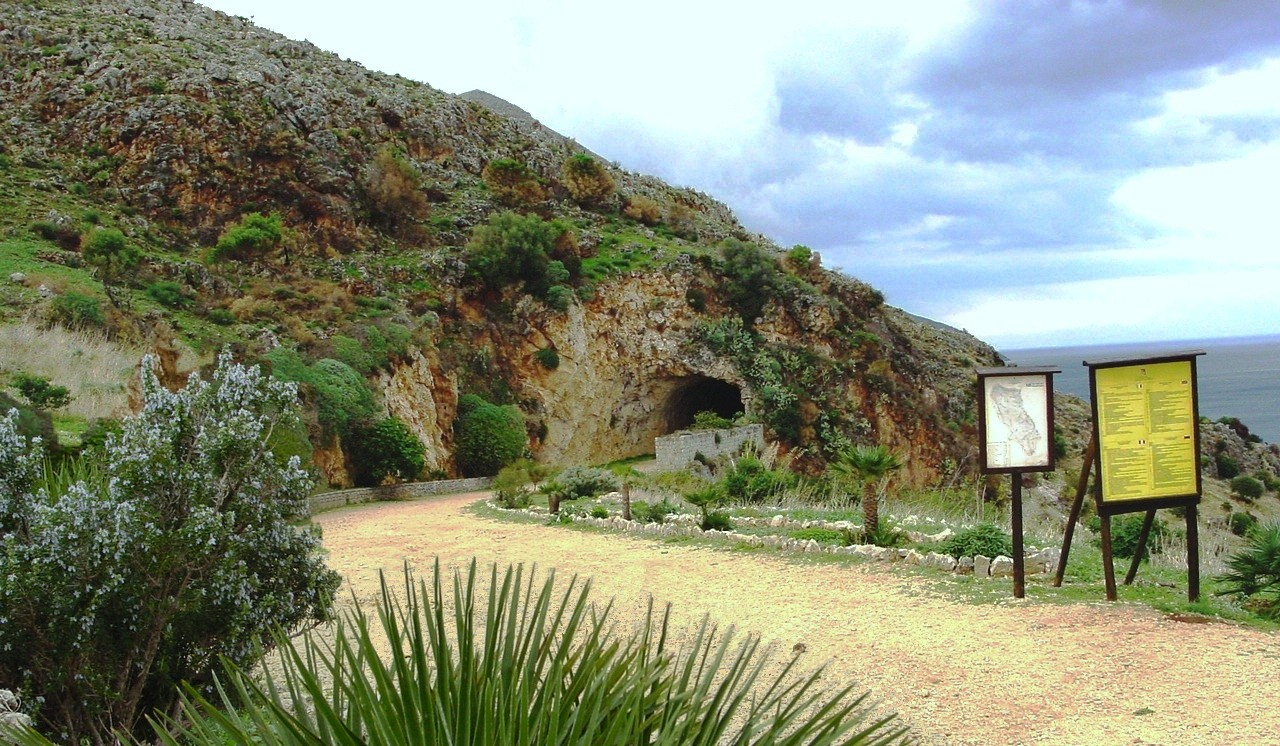
A entrada Sul da Reserva

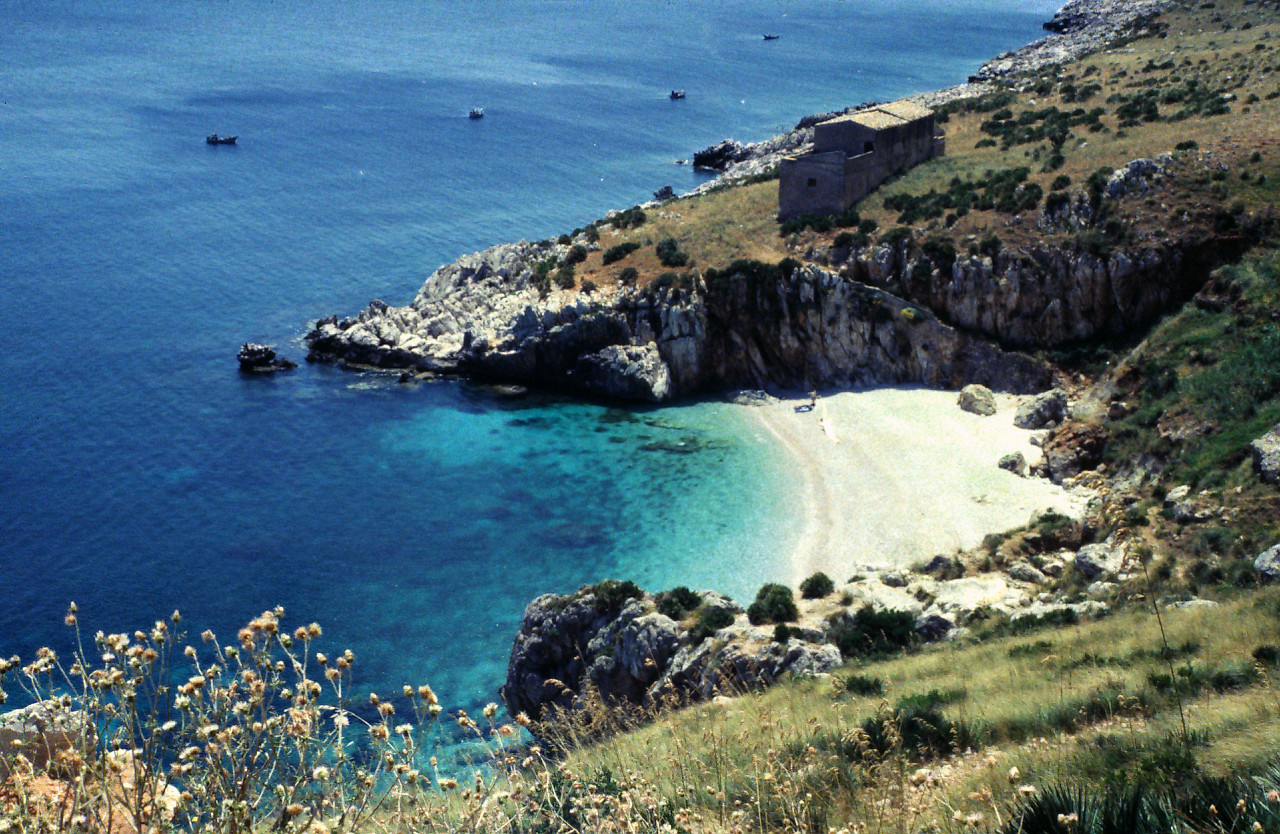
Tonnarella de Uzzo (entrada Norte)

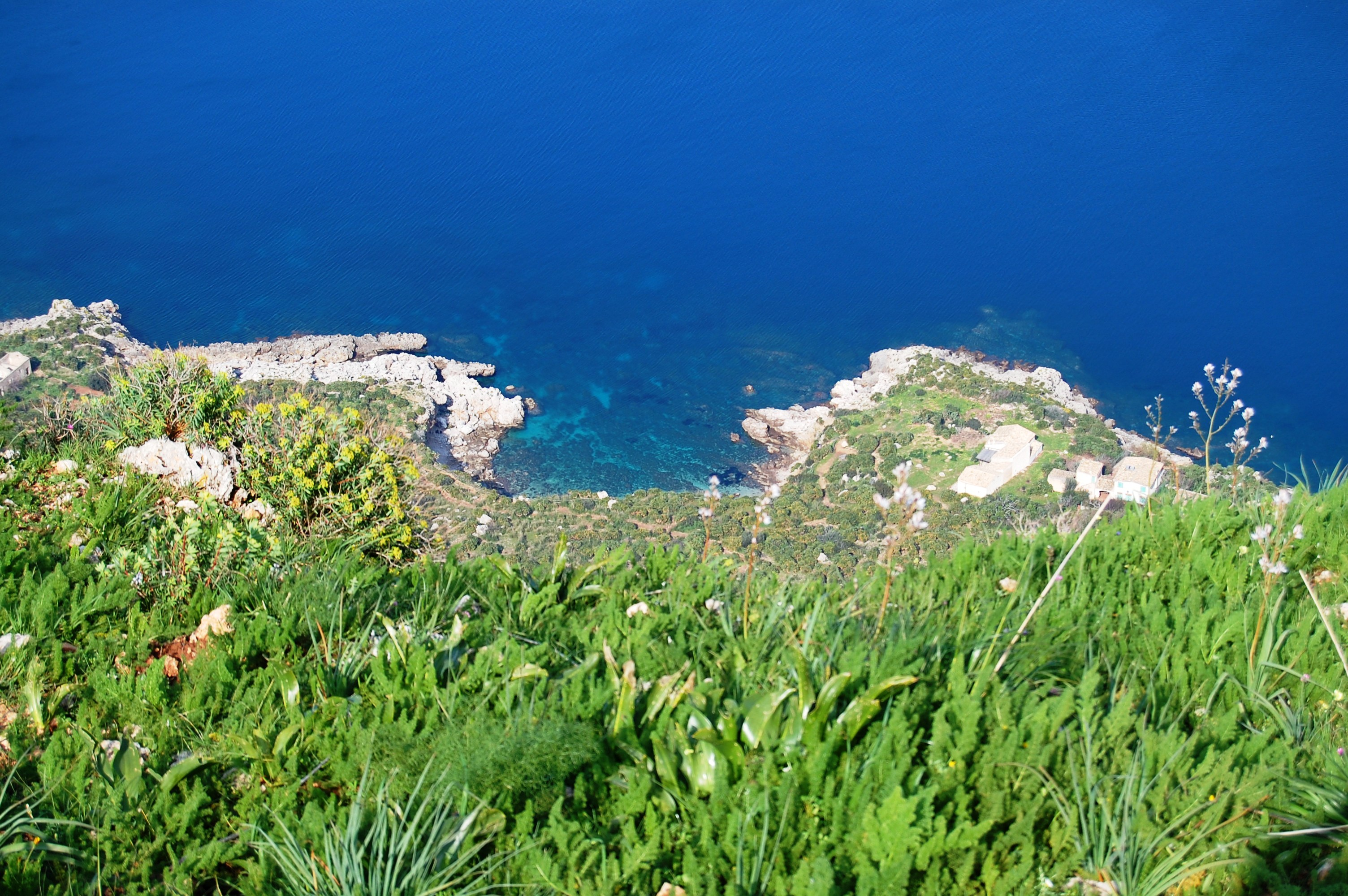
Cala della Disa, vista a partir da trilha costeira.

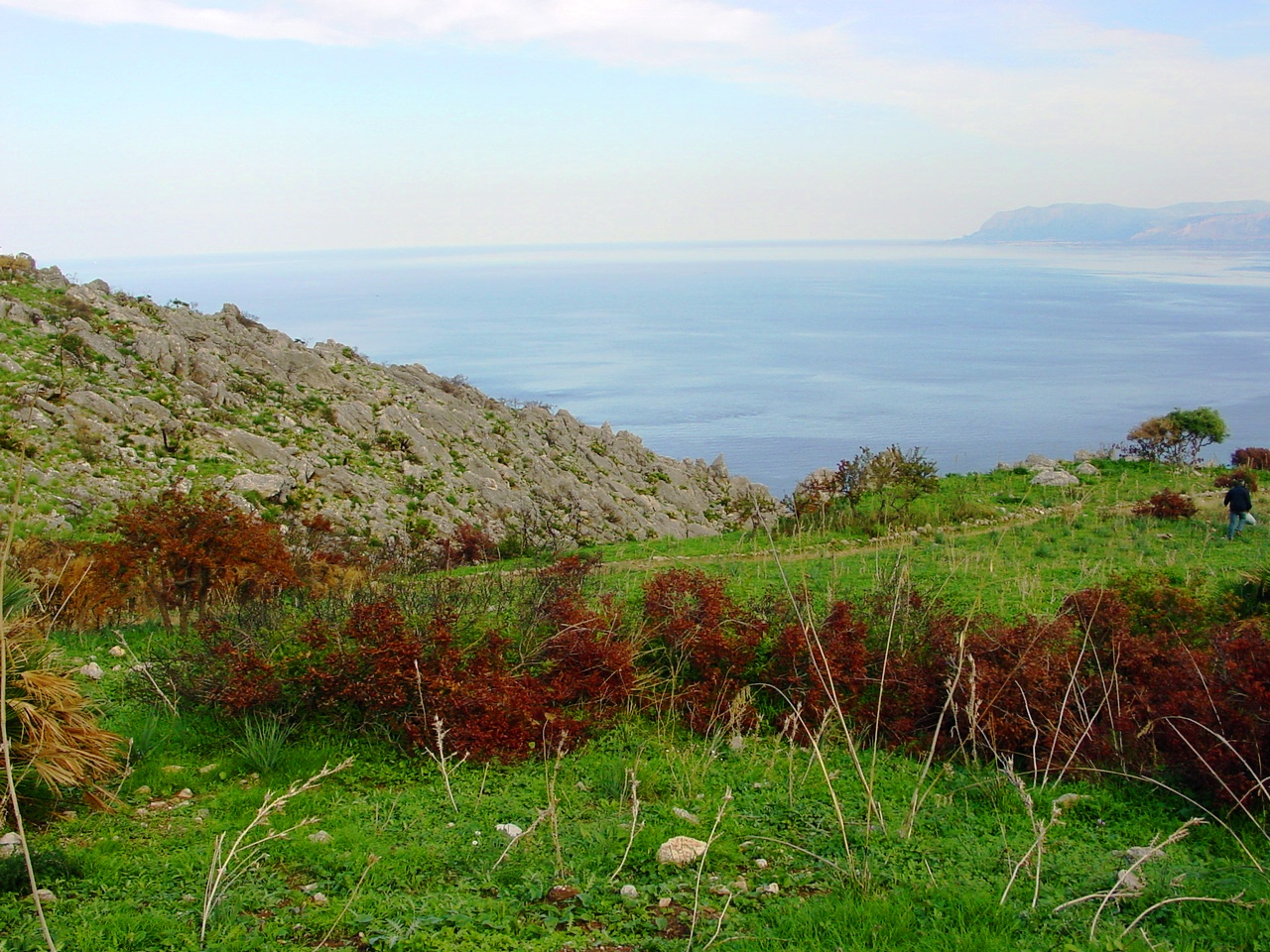
Vista a partir da trilha costeira.

É a trilha principal do parque extendendo-se por aproximadamente 7 km, em ligação à entrada de Scopello (entrada sul) e San Vito Lo Capo (entrada norte). Tem uma duração de cerca de 2 horas (ida).